# Чхве Мёнхун
Чхве Мёнхун (кор. 최명훈, 崔明勳, род. 12 мая 1975) — корейский го-профессионал 9 дана.

## Биография
Чхве Мёнхун стал пятым обладателем Кубка LG Refined Oil (2000 год); в 2001 году он вышел в финал розыгрыша международного турнира Кубка Fujitsu. В 2004 году он получил высший ранг по го — 9 профессиональный дан. Двоюродным братом Чхве Мёнхуна является самый титулованный игрок в го Японии Тё Тикун.

## Титулы
| Титул                | Годы                   |
| -------------------- | ---------------------- |
| Победитель           |                        |
| Ранее существовавшие | 1                      |
| Кубок LG Refined Oil | 2000                   |
| Финалист             |                        |
| Существующие         | 3                      |
| Кисон                | 1997                   |
| Чхонвон              | 1997, 1998             |
| Ранее существовавшие | 6                      |
| Кубок LG Refined Oil | 1997, 1998, 2001, 2002 |
| Мёнин                | 1996, 1999             |
| Международные        | 1                      |
| Кубок Fujitsu        | 2001                   |